# Ranunculus chionophilus
Ranunculus chionophilus är en ranunkelväxtart som beskrevs av Boiss. Ranunculus chionophilus ingår i släktet ranunkler, och familjen ranunkelväxter. Inga underarter finns listade i Catalogue of Life.